# Alphonse
Alphonse – składający się tylko z jednej wyspy zamieszkałej przez mniej niż 300 osób, atol w archipelagu Alphonse, zaliczony do jednej z pięciu grup Wysp Zewnętrznych na Seszelach. Powierzchnia wyspy wynosi 1,74 km². Całkowity obszar atolu o średnicy ponad 3 km, składający się z płaskiej rafy i laguny wynosi około 8 km². Wyspa została odkryta 28 stycznia 1730 przez kawalera Alphonse de Pontevez, dowodzącego francuską fregatą Le Lys.
Na wyspie znajduje się mały luksusowy hotel Alphonse Island Resort i port lotniczy Alphonse (ICAO: FSAL) z pasem o długości 1214 metrów, z którego kilka razy w tygodniu odbywają się bezpośrednie loty na Mahé, lot trwa godzinę.